# Археологічні пам'ятки Чернівецької області
Археологічні пам'ятки Чернівецької області — археологічні пам'ятки місцевого й національного значення, що знаходяться на державному обліку у Чернівецькій області.
| №                       | Найменування пам'ятки | Адреса |
| ----------------------- | --- | --- |
| місто Чернівці          | | |
| 1                       | Городище давньоруського періоду | м. Чернівці, північно-західна окраїна міста, Ленківці, вул. Коломийська, уроч. Шанці |
| 2                       | Поселення трипільської, голіградської культур та культури типу Луки Райковецької                                                                     | м. Чернівці, південно — західна окраїна міста, правий берег р. Клокучка, вул. Лазурна, уроч. Турецька поляна                                                                                        |
| 3                       | Поселення культури типу Луки — Райковецької | м. Чернівці, північна окраїна міста, Садгора, кін. вул. Сибірської, Новожучківський ліс, уроч. Червона глина                                                                                        |
| 4                       | Поселення | м. Чернівці, північна окраїна міста, Садгора, вул. Дунайська, високий мис Шанці |
| 5                       | Курганний могильник ранньозалізного часу | м. Чернівці, Садгора, кін. вул. Сибірської |
| 6                       | Городище святилище давньоруського часу | м. Чернівці, північно — східна окраїна міста, біля кар'єру, край лісу |
| 7                       | Городище трипільської культури | м. Чернівці, західна окраїна міста, 1 км на північ від гори Цецино, уроч. Графська Поляна |
| 8                       | Городища давньоруського та молдавського періодів | м. Чернівці, західна окраїна міста, гора Цецино, територія телевежі |
| 9                       | Поселення трипільської, черняхівської та культури празького типу                                                                                     | м. Чернівці, Гореча, вул. Любарської, територія музею народної архітектури і побуту, правий берег струмка, уроч. Царина                                                                             |
| 10                      | Поселення трипільської культури та культури типу Луки- Райковецької                                                                                  | м. Чернівці, Гореча, територія музею народної архітектури і побуту, лівий берег струмка |
| 11                      | Поселення голіградської, черняхівської та празької культур                                                                                           | м. Чернівці, Гореча, кін. вул. Руської, правий берег струмка, уроч. Студена Криниця |
| 12                      | Поселення культури типу Луки — Райковецької | м. Чернівці, Клокучка, вул. Стрийська, 60 а, лівий берег р. Клокучка, уроч. Цегельня |
| 13                      | Поселення трипільської та черняхівської культур | м. Чернівці, Рогатка, південніше вул. Південно — Кільцева, правий берег р. Кися до впадіння її у став, на схід від цвинтаря                                                                         |
| 14                      | Поселення голіградської і черняхівської культур, культури празького типу і давньоруського часу                                                       | м. Чернівці, Рогізна, 0,5 км на захід від міста, зона водоканалу, лівий берег р. Совиці, уроч. Микулівка                                                                                            |
| 15                      | Поселення трипільської, голіградської, лукашівської, черняхівської культур і культури празького типу                                                 | м. Чернівці, Рогізна, 1,5 км на захід від міста, лівий берег р. Задубрівка, берег ставу, уроч Став                                                                                                  |
| 16                      | Поселення голіградської і черняхівської культур, культури празького типу                                                                             | м. Чернівці, Роща, вул. Канівська, лівий берег р. Клокучка, берег ставу |
| 17                      | Поселення культури типу Луки -Райковецької | м. Чернівці, Садгора, Нова Жучка, вул. Сибірська, № 43-45, городи та околиця лісу. уроч. Старечий Кут                                                                                               |
| Вижницький район        | | |
| 18                      | Поселення трипільської і черняхівської культур | с. Банилів, на північний захід від села, Пасіка |
| 19                      | Курган епохи бронзи | с. Банилів, центр села, уроч. Турецька могила |
| 20                      | Поселення, ранньозалізний вік (голіградська культура)                                                                                                | с. Банилів, в південній частині села, в урочищі Вивіз, розташоване у підніжжі високого мису на орному полі. На території поселення збудовано водонапірну станцію.                                   |
| 21                      | Поселення, культури карпатських курганів | с. Банилів, в 2 км на південь від села, на лівому березі р. Коритниця, на орному полі в урочищі Ялинське                                                                                            |
| 22                      | Поселення, західноподільської скіфської культури | с. Банилів, в південній околиці села, на лівому березі р. Коритниця, на орному полі в урочищі Забереж                                                                                               |
| 23                      | Селище та могильник, давньоруської культури | с. Банилів, в північно-східній околиці села, на правому березі р. Млинівка урочище Долішній Кут |
| 24                      | Городище голіградської культури | с. Вали, уроч Город |
| 25                      | Поселення західноподіль- ської скіфської і черняхівської культур                                                                                     | м. Вашківці, 0,5 км на південь від села, лівий берег р. Вербі- вчина, підніжжя Аниної Гори, уроч. Мостівка                                                                                          |
| 26                      | Поселення черняхівської культури | м. Вашківці, 3 км на південь від міста, уроч. Монастирець |
| 27                      | -II- | м. Вашківці, 3 км на південний схід від міста, лівий берег р. Волочина, уроч. Біла Гора |
| 28                      | Поселення культури типу Луки-Райковецької | с. Замостя, в північній частині села, на правому березі р. Бережниця, біля цегельного заводу |
| 29                      | Поселення голіградської та давньоруської культур | с. Замостя, в північній частині села, на правому високому березі р. Бережниця, на мису в урочищі Скала                                                                                              |
| 30                      | Поселення культур карпатських курганів та давньоруського часу                                                                                        | с. Іспас, в північній частині села, на лівому березі р. Вербівець, в урочищі Луг |
| 31                      | Поселення культури карпатських курганів | с. Карапчів, розташоване в 3 км на північний схід від села, на лівому березі струмка, на орному полі, урочище Кринички                                                                              |
| 32                      | Городище давньоруського часу | с. Карапчів, південна частина села, уроч. Городок |
| 33                      | Поселення культури Ноа | с. Коритне, в північно-східній частині села, на правому березі струмка, на орному полі в урочищі Гора                                                                                               |
| 34                      | Курган епохи бронзи | с. Коритне, північно-західна околиця села, уроч. Могила |
| 35                      | Стоянка палеолітична | с. Коритне, західна околиця села, уроч. Скляна Гора |
| 36                      | Поселення черняхівської культури | с. Мілієве, південна околиця села, правий берег струмка, уроч. Коритниця |
| Герцаївський район      | | |
| 37                      | Курган епохи бронзи | с. Годинівка, 1-2 км на північний захід від селища, уроч Мовіла (Могила) |
| 38                      | Городище ранньозалізного часу і культури типу Лука-Райковецької                                                                                      | с. Горбово, на захід від села, уроч. Читате |
| 39                      | Поселення культури типу Луки-Райковецької | с. Горбово, на західній околиці села, біля підніжжя городища в урочищі Замок |
| 40                      | Курган епохи бронзи | с. Мала Буда, на захід від села, на плато |
| 41                      | Поселення культури празького типу і типу Луки-Райковецької                                                                                           | с. Остриця, 3 км на південь від села, уроч. Кодин |
| 42                      | Городище трипільської, голіградської і давньоруські культур                                                                                          | с. Остриця, східна частина села, високий мис над р. Дереглуй, уроч. Окопи |
| 43                      | Поселення культури типу Луки-Райковецької і давньоруського часу                                                                                      | с. Остриця, центр села, лівий берег р. Дереглуй, уроч. Беджура |
| 44                      | Курганний могильник періоду енеоліту | с. Остриця, на кордон полів сіл Молодія, Остриця, Маморниця |
| 45                      | Поселення трипільської культури | с. Остриця, в 2,1 км на південний захід від села, займає всю територію високого мису, оточеного з трьох сторін р. Дереглій (правий берег) в урочищі Кодин                                           |
|                         | Глибоцький район | |
| 46                      | Городище культури типу Луки-Райковецької • у ранньозалізного час                                                                                     | смт. Глибока, 0,6 км на північ від селища, уроч. і Замчище |
| 47                      | Курганний могильник черняхівський | смт. Глибока, на північний захід від селища |
| 48                      | Поселення лукашівської культури і культури празького тип                                                                                             | с. Валя Кузьмина, біля церкви, правий берег потоку, уроч. Гора |
| 49                      | Поселення культури карпатських курганів | с. Валя Кузьмина, в центрі села в урочищі Грушева та на правому березі річки Невільниця в центрі села, біля колгоспного саду                                                                        |
| 50                      | Поселення трипільської культури | с. Волока, на північний захід від села в урочищі Епаків Горб, розташоване на високому плато правого берега р. Дереглуй, південна частина його заходить на сільське кладовище                        |
| 51                      | Поселення трипільської і голіградської культур | с. Волока, північно-східна частина села, лівий берег р. Бородач, уроч. Цурч |
| 52                      | Городище голіградської культури і культури типу Луки-Райковецької                                                                                    | с. Волока, на південний схід від села, уроч. Городище |
| 53                      | Курганний могильник ранньозалізного часу | с. Кам'янка, уроч. Григорщина |
| 54                      | Поселення трипільської культури | с. Коровія, південна околиця села, на лівому березі р. Коровлі, в місці, де вона утворює петлю урочище Валени                                                                                       |
| 55                      | Городище культури типу Луки-Райковецької | с. Корчівці, 4 км на південь від села, уроч. Читате |
| 56                      | Поселення голіградської культури, культур карпатських курга і празького типу                                                                         | с. Кут, на північ від села, лівий берег і потоку, уроч. Кут Баінський |
| 57                      | Поселення черняхівської культури | с. Кут, північна частина села, лівий берег р. Кордун, уроч. Кут Баінський |
| 58                      | Поселення трипільської, лукашівської культур і культу празького типу                                                                                 | с. Луковиця, центр села, лівий берег р. Кордун (Цура) |
| 59                      | Поселення культури празького типу | с. Луковиця, 0,4 км на північний захід від села, лівий берег р. Кордун. уроч. Коржівка |
| 60                      | Поселення голіградської культури | с. Луковиця, північно-східна околиця села, правий берег ставу |
| 61                      | Поселення культури типу Луки-Райковецької | с. Луковиця, північно — східна околиця села, уроч. Став |
| 62                      | Поселення трипільської культури | с. Михайлівка, на північній околиці села на високому плато урочище Коло Хреста |
| 63                      | Поселення трипільської культури та культури карпатських курганів                                                                                     | с. Михайлівка, на східній околиці села на правому березі першої надзаплавної тераси р. Котовець в урочищі До Ферми                                                                                  |
| 64                      | Поселення пізньоантичного часу | с. Михайлівка, на східній околиці села на правому березі першої надзаплавної тераси р. Котовець в урочищі Коло Ставу                                                                                |
| 65                      | Поселення пізньоантичного часу | с. Михайлівка, на східній околиці села на лівому березі першої та другої надзаплавної тераси р. Котовець в урочищі Лан (Нива)                                                                       |
| 66                      | Городище давньоруське | с. Молодія, північно-східна частина села, уроч. Окопи |
| 67                      | Поселення голіградської культури | с. Молодія |
| 68                      | Курганний могильник епохи бронзи | с. Молодія, 2 км на схід від села, на плато |
| 69                      | Поселення лукашівської культури | с. Молодія, правий берег р. Дереглуй, 0.8 км на захід від села, уроч. Селище |
| 70                      | Поселення давньоруського часу | с. Молодія, 0.8 км на південний захід від села, уроч. Селище |
| 71                      | Поселення трипільської, фракійського гальштату культур та культури карпатських курганів                                                              | с. Опришени, в північно-західній частині с. Опришени на високому березі р. Котовець в урочищі На Дял                                                                                                |
| 72                      | Городище (сторожовий пост) пізнє середньовіччя | с. Опришени, на околиці села віддалі 2,5 км на північний схід від с. Опришани на вершині корінного плато в урочищі Ла Пятра                                                                         |
| 73                      | Курган ранньозалізного часу | с. Опришени, в лісі на віддалі на східній околиці с. Опришани на вершині корінного плато в урочищі Чуха                                                                                             |
| 74                      | Поселення трипільської культури | с. Опришени, за 3 км на північ від села, на лівому похилому березі р. Котовець, урочище Станешти |
| 75                      | Поселення комарівської культури | с. Привороки, на південний захід від села, уроч. Новий Світ |
| 76                      | Поселення Лукашівської культури | с. Чагор, 1 км на південний схід від села, правий берег р. Коровля, уроч. Левада |
| 77                      | Поселення лукашівської культури і культури типу Луки — Райковецької                                                                                  | с. Чагор, 0.5 км на південний схід від села, лівий берег річки Дереглуй, уроч. Левада |
| 78                      | Поселення Лукашівської і давньоруської культур | с. Чагор, 1 км на південний схід від села, лівий берег річки Дереглуй, уроч. Левада |
| 79                      | Поселення черняхівської культури і типу Луки -Райковецької                                                                                           | с. Чагор, 1 км на південь від села, лівий берег р. Дереглуй, уроч. Селище |
| 80                      | Городище давньоруське | с. Червона Діброва, Західна ІХ-Х ст. частина села, уроч. Городище |
| 81                      | Городище голіградської культури і типу Луки-Райковецької                                                                                             | с. Сучевени, на північний схід від села, на правому березі р. Серет, уроч. Турецький Вал |
| Заставнівський район    | | |
| 82                      | Курган ранньозалізного часу | м. Заставна, північна окраїна міста, біля залізничної станції |
| 83                      | Курганний могильник ранньозалізного часу | м. Заставна, північно — західна окраїна міста, зліва від дороги Заставна -Кадубівці |
| 84                      | -II- | м. Заставна, на захід від міста, справа від дороги Заставна — Веренчанка, уроч. Могилки |
| 85                      | Поселення черняхівської культури | м. Заставна, північно — західна околиця міста, правий берег р. Совиці |
| 86                      | Поселення давньоруської культури | м. Заставна, 2 км на схід від міста, уроч. Вацьків Горб |
| 87                      | Поселення черняхівської культури | м. Заставна, північно — західна околиця міста, лівий берег потоку, уроч. Базар |
| 88                      | Святилище ранньозалізного часу | м. Заставна, північно — західна околиця міста, лівий берег потоку, уроч. Базар |
| 89                      | Поселення черняхівської і давньоруської культур | м. Заставна, 3 км на північний схід від міста, на обох берегах потоку, уроч. Ями |
| 90                      | -II- | м. Заставна, 2 км на південний схід від міста, на обох р. Совиця |
| 91                      | Поселення трипільської і давньоруської культур | м. Заставна, 2 км на південний захід від міста, уроч. Сапигора |
| 92                      | -II- | м. Заставна, 2 км на південний захід від міста, уроч. Сапигора |
| 93                      | Курганний могильник епохи бронзи | с. Бабин, хут. Рудка біля дороги на Городенку, уроч. Могили |
| 94                      | Поселення трипільської культури | с. Бабин, на схід від села, на правому березі ставу, уроч. Суркач |
| 95                      | Поселення трипільської і черняхівської культур | с. Бабин, на південний схід від села, на березі яру, уроч. Жолоби |
| 96                      | Городище давньоруського часу | с. Баламутівка, 1.3 км на північний схід від села, уроч. Таборище |
| 97                      | Городище культури типу Луки — Райковецької | с. Баламутівка, 1.3 км на північний схід від села, уроч. Таборище |
| 98                      | Печерні малюнки палеолітичні | с. Баламутівка, на північ від села, біля хут. Параска, високий берег Дністра |
| 99                      | Поселення культури типу Луки — Райковецької | с. Баламутівка, 2.5 км на північний схід від села, уроч. Рудка |
| 100                     | Поселення трипільської, голіградської і черняхівської культур                                                                                        | с. Баламутівка, 1 км на північ від села, на березі ставу, уроч. Став |
| 101                     | Поселення голіградської, лукашівської культур, культур типу Луки — Райковецької, давньоруського часу і молдавського періоду                          | с. Боянчук, центр села, лівий берег потоку, уроч. Гора, поблизу церкви |
| 102                     | Городище давньоруського часу | с. Василів, північна частина села, уроч. Замчище |
| 103                     | Залишки давньоруського міста Василева | с. Василів, територія села, уроч. Замчище, Хом, Торговиця, Монастир |
| 104                     | Поселення західноподільської скіфської та давньоруської культур                                                                                      | с. Василів, на північний захід від села, біля тракторної бригади, понад потоком |
| 105                     | Поселення трипільської і давньоруської культур | с. Василів, 2 км на північний захід від села, уроч. Монастир |
| 106                     | Городище трипільської, західноподільської скіфської та давньоруської культур                                                                         | с. Васловівці, 2 км на схід від села, уроч. Чуркало |
| 107                     | Курганний могильник епохи бронзи | с. Веренчанка, поворот на село з дороги Заліщики — Чернівці, біля тригопункту |
| 108                     | Поселення західноподільської скіфської культури | с. Веренчанка, східна окраїна села, правий берег потоку, уроч. Новоселиця |
| 109                     | Курганний могильник епохи бронзи | с. Веренчанка, на південний схід від села, уроч. Над Болотами |
| 110                     | Поселення трипільської культури | с. Веренчанка, на південний схід від села, уроч. Над Болотами |
| 111                     | Курганний могильник західноподільської скіфської культури                                                                                            | с. Вікно, на південний схід від села, на водорозділі |
| 112                     | Поселення давньоруської культури | с. Вікно, 3 км на південний схід ві села, уроч. Мартинівка |
| 113                     | Городище давньоруської культури | с. Горішні Шерівці, 2 км на схід від села, уроч. Городище |
| 114                     | Городище культури типу Луки — Райковецької | с. Горішні Шерівці, південно — східна частина села, уроч. Толока |
| 115                     | Курганний молильник давньоруської культури | с. Горішні Шерівці, 2 км на південний схід від села |
| 116                     | Городище ранньозалізного віку, культури типу Луки -Райковецької та давньоруської культури                                                            | с. Горошівці, 3 км на південь від села, уроч. Червоний Горб |
| 117                     | Поселення трипільської і черняхівської культур | с. Горошівці, 3 км на північний схід від села, уроч. Над Стовпами |
| 118                     | Поселення голіградської, давньоруської культур та молдавського періоду                                                                               | с. Горошівці, центр села, правий берег р. Фундоя, уроч. Осередок |
| 119                     | Поселення голіградської культури | с. Горошівці, 0.5 км на північ від села, біля ферми |
| 120                     | Могильник черняхівської культури | с. Горошівці, в 2,5 км на північний схід від села, розташований на другій рівній терасі правого берега ставу, в 100 м від дамби і в 10 м від польової в урочищі Над Ставами                         |
| 121                     | Поселення трипільської культури, культури Ноа, західноподільської скіфської та черняхівської культур                                                 | с. Добринівці, 3 км на північний схід від села, по обох берегах ставу, уроч. За Болотами (На Пригної)                                                                                               |
| 122                     | Городище культури типу Луки — Райковецької | с. Добринівці, 1 км на північний схід від села, уроч. Толока |
| 123                     | Поселення трипільської культури | с. Добринівці, 1.5 км на північ від села, в напрямку ставів, на орному полі |
| 124                     | Поселення давньоруського часу | с. Дорошівці, на західній околиці села, на правому березі протоки Дністра, у високому борту першої надзаплавної тераси Дністра                                                                      |
| 125                     | Курган ранньозалізного часу | с. Задубрівка, на захід від села, уроч. Могилка |
| 126                     | Поселення трипільської, голіградської, липицької, черняхівської культур та культури празького типу                                                   | с. Задубрівка, 1.5 км на північний захід від м. Чернівці, біля ставу |
| 127                     | Поселення черняхівської культури | с. Звенячин, 2 км на схід від села, біля дороги Чернівці — Заліщики, уроч. Звеняцьке |
| 128                     | Поселення трипільської культури | с. Звенячин, на південь від села, територія горіхового ставу |
| 129                     | Поселення культури Ноа культури фракійського гальштату                                                                                               | с. Звенячин, на південь від села, біля пам'ятника воїнам І-ї світової війни, на схилі яру |
| 130                     | Поселення трипільської, черняхівської і давньоруської культур                                                                                        | с. Звинячин, на північ від села, уроч. Хащі |
| 131                     | Курганний могильник епохи бронзи | с. Йосипівка, на північ від села, поблизу дороги Йосипівка — Звинячин |
| 132                     | Курганний могильник епохи бронзи | с. Кадубівці, біля польового току, уроч. Могилки |
| 133                     | -II- | с. Кадубівці, 3 км на південь від села, уроч. Кадуб |
| 134                     | Поселення голіградської і черняхівської культур | с. Кадубівці, на захід від села, уроч. Бавки |
| 135                     | Поселення трипільської і голіградської культур | с. Кадубівці, на захід від села, уроч. Скали |
| 136                     | Поселення черняхівської культури | с. Кадубці, на південний захід від села, біля ставу, уроч. Ладикова долина |
| 137                     | Поселення черняхівської і давньоруської культур | с. Кадубівці, 3 км на південь від села, правий берег потоку, уроч. Кадуб |
| 138                     | Курган ранньозалізного часу | с. Малий Кучурів, 2 км на південний схід від м. Заставна |
| 139                     | Поселення голіградської і липицької культур | с. Малий Кучурів, 2 км на захід від села, уроч. Винниця |
| 140                     | Поселення західноподільської скіфської культури, культури типу Луки — Райковецької та давньоруської культури                                         | с. Малий Кучурів, центр села, обидва береги р. Кучур, уроч. Осередок і Гора |
| 141                     | Поселення лукашівської, черняхівської і давньоруської культур                                                                                        | с. Малий Кучурів, 2.5 км на північний захід від села, лівий берег потоку, уроч. Ставок |
| 142                     | Могильник лукашівської і черняхівської культур | с. Малий Кучурів, 2.5 км на північний захід від села, лівий берег потоку, уроч. Ставок |
| 143                     | Поселення голіградської і давньоруської культур | с. Малий Кучурів, 1.5 км на захід від села, лівий берег потоку |
| 144                     | Поселення голіградської, липицької і давньоруської культур                                                                                           | с. Малий Кучурів, 1.8 км на захід від села, по обох берегах потоку |
| 145                     | Стоянка палеолітична. Поселення трипільської, лукашівської і давньоруської культур                                                                   | с. Митків, східна частина села, уроч. Стінка |
| 146                     | Поселення і могильник давньоруської культури | с. Мусорівка, північна частина села, уроч. Коло Плиська |
| 147                     | Поселення давньоруської культури | с. Онут, лівий берег р. Онут, уроч. Клиння |
| 148                     | Поселення трипільської культури та бронзового часу                                                                                                   | с. Онут, на високому пагорбі, займає корінну надзаплавну терасу правого берега Дніста в урочищі Турецька Гора                                                                                       |
| 149                     | Поселення черняхівської, культури типу Луки -Райковецька і давньоруської культури                                                                    | с. Погорілівка, центр села, уроч. Борисівка та Селище |
| 150                     | Поселення трипільської і давньоруської культур | с. Погорілівка, 2 км на північний схід від села, уроч. Чагор, берег ставу |
| 151                     | Поселення трипільської культури | с. Погорілівка, за 2 км на південний схід від села, розташоване на обох берегах Потоку на південний захід від ставів біля дороги що веде в село, перетинаються польовою дорогою в урочищі Калинівка |
| 152                     | Городище ранньозалізної доби | с. Прилипче, 2.5 км на схід від села, 0.4 км від земляного укріплення ХУІІ ст., уроч. Царина |
| 153                     | Поселення трипільської, голіградської, черняхівської і давньоруської культур                                                                         | с. Прилипче, 1.5 км на південний захід від села, уроч. Говди |
| 154                     | Поселення трипільської, голіградської і черняхівської культур                                                                                        | с. Прилипче, на захід від села, лівий берег р. Вимушів |
| 155                     | Поселення трипільської і давньоруської культур | с. Прилипче, на схід від села, над яром |
| 156                     | Городище західноподільської скіфської культури | с. Ржавинці, уроч. Батарея (Хрінова) |
| 157                     | Поселення трипільської та черняхівської культур | с. Ржавинці, 2 км на захід від села, лівий берег потоку, уроч. Мочарі |
| 158                     | Поселення трипільської, голіградської і черняхівської культур                                                                                        | с. Репужинці, південна частина села, уроч. Жбир |
| 159                     | Поселення трипільської культури | с. Репужинці, на мису витягнутому в напрямку до Дністра обмеженому з двох сторін ярами |
| 160                     | Група курганів епохи бронзи | с. Товтри, 1.5 км на схід від села, уроч. Могилка |
| 161                     | Поселення трипільської і давньоруської культур | с. Товтри, 1.5 км на південний захід від села, уроч. Панське Поле |
| 162                     | Поселення трипільської культури | с. Товтри, на схід від села, розташоване на високому мису з правої сторони дороги, що веде в село в урочищі Брамка                                                                                  |
| 163                     | Поселення комарівської культури | с. Хрещатик, на південь від села, уроч. Шанець |
| 164                     | Поселення трипільської, голіградської і західноподільської скіфської культури                                                                        | с. Хрещатик, на північний схід від монастиря, на плато над Дністром |
| 165                     | Поселення трипільської культури | с. Чорний Потік, південно — східна околиця села, правий берег потоку, уроч. Толока |
| 166                     | Курганний могильник епохи бронзи | с. Чорний Потік, 2 км на південь від села, уроч. Могила |
| 167                     | Могильник черняхівської культури | с. Чуньків, 3 км на схід від села, уроч. Одая |
| 168                     | Поселення комарівської і давньоруської культур | с. Чуньків, північна частина села, лівий берег р. Млинівка, уроч. Горянка |
| 169                     | Поселення трипільської культури | с. Чуньків, 2 км на південний захід від села, уроч. Бавки |
| 170                     | Поселення трипільської і черняхівської культур | с. Чуньків, на схід від села, уроч. Толока |
| 171                     | Поселення трипільської, Ноа, черняхівської та давньоруської культур                                                                                  | с. Шубранець, розташована в урочищі Рогізнянське, Коло Парників |
| 172                     | Поселення трипільської і давньоруської культур | с. Юрківці, 2 км на північ від села, лівий берег потоку, уроч. Ізвор |
| 173                     | Поселення трипільської культури | с. Юрківці, на східній окраїні села, на схилі пагорба на лівому березі струмка на території кладовища                                                                                               |
| Кельменецький район     | | |
| 174                     | Курганний могильник ранньозалізного часу | смт. Кельменці, по дорозі на с. Ленківці, уроч. Могила |
| 175                     | Група курганів епоха бронзи | смт. Кельменці, 2 км на північний схід від селища, уроч. Могилки |
| 176                     | Городище голіградської культури і культури типу Луки -Райковецької                                                                                   | с. Бабин, 2 км на південний захід від села, на мису правого берега р. Дністер, уроч. Баба |
| 177                     | Курган ранньозалізного часу | с. Бузовиця, територія колишнього колгоспного двору, уроч. Могила |
| 178                     | Поселення трипільської культур | с. Бузовиця, північна околиця села, обидва береги р. Вілія, уроч. Селисько |
| 179                     | Поселення трипільської, Ноа та черняхівської культур                                                                                                 | с. Бузовиця, на північний-схід від населеного пункту й складає прибережну смугу ставу (урочище Одая, Від Дністрового Готаря)                                                                        |
| 180                     | Курган епохи бронзи | с. Вартиківці, уроч. Могила |
| 181                     | Курганний могильник епохи бронзи | с. Вартиківці, на північний захід, уроч. За Балкою (На Стритах) |
| 182                     | Курган ранньозалізного часу | с. Вороновиця, на південь від села, уроч. Могила |
| 183                     | Земляні укріплення (вали і рови) | с. Вороновиця, на південний схід від села, уроч. Вали |
| 184                     | Земляні укріплення (вали і рови) | с. Грушівці, на північ від села, уроч. Траянів Вал; |
| 185                     | Курган епохи бронзи | с. Зелена, на південний схід від села, уроч За Лісом |
| 186                     | Кургани-зольники західноподільської скіфської культури                                                                                               | с. Іванівці, на схід від села, в лісі |
| 187                     | Городище трипільської, західноподльської скіфської культури, культури типу Луки — Райковецької і давньоруської культури                              | с. Ленківці, 4 км на північний схід від села, уроч. Баба, високий мис -півострів |
| 188                     | Курган ранньозалізного часу | с. Ленківці, на захід від села |
| 189                     | Земляні укріплення (вали і рови) | с. Макарівна, на південь від села, уроч. Траянів Вал |
| 190                     | Курганний могильник епохи бронзи | с. Мошанець, на південний схід від села, уроч. Могилки |
| 191                     | Городище культури типу Луки — Райковецької і давньоруської культури                                                                                  | с. Нагоряни, на північний захід від села, уроч. Могила |
| 192                     | Курган періоду енеоліту | с. Новоселиця, по дорозі в уроч. Стінка |
| 193                     | Курган епохи бронзи | с. Новоселиця, біля повороту до села з траси Кельменці — Бричани |
| 194                     | -II- | с. Новоселиця, на схід від села |
| 195                     | Поселення епохи бронзи | с. Новоселиця, на схід від села |
| 196                     | Курганний могильник ранньозалізного часу | с. Оселівка, на північний захід від села, уроч. Гора |
| 197                     | Поселення черняхівської культури | с. Оселівка, на першій надлуговій терасі р. Дністер і простягається вздовж берега річки на 800 м.                                                                                                   |
| 198                     | Курганний могильник епохи бронзи | с. Перківці, на південь від села |
| 199                     | Земляні укріплення (вали і рови) | с. Росошани, на схід від села |
| Кіцманський район       | | |
| 200                     | Поселення культури Ноа, липицької та черняхівської культур                                                                                           | м. Кіцмань, на північ від міста, біля ставу, уроч. Бесаги |
| 201                     | Поселення трипільської і голіградської культур | м. Кіцмань, північна околиця міста, уроч. Над Ставом |
| 202                     | Поселення трипільської і черняхівської культур | м. Кіцмань, на північний схід від міста, уроч. Вила |
| 203                     | Поселення трипільської і давньоруської культур | м. Кіцмань, 4 км на північ від міста, правий берег р. Совиця, над Ставом, уроч. Сапи гора |
| 204                     | Поселення трипільської, черняхівської і давньоруської культур                                                                                        | м. Кіцмань, на схід від міста, уроч. Шайба |
| 205                     | Курганний могильник ранньозалізного часу | с. Берегомет, на північний схід від села, на плато, уроч. Гора |
| 206                     | Городище західноподільської скіфської культури | с. Біла, на південний захід від села, уроч. Царина |
| 207                     | Стоянка палеолітична | с. Біла, південно — західна околиця села, мис на правому березі р. Прут |
| 208                     | Поселення культури типу Луки — Райковецької | с. Біла, на південний захід від села, уроч. Царина |
| 209                     | Поселення черняхівської культури | с. Борівці, 2 км на північний захід від села, уроч. За Болотом |
| 210                     | Могильник давньоруський | с. Борівці, 2.5 км на північний захід від села, уроч. За Болотом (Паращина Могила) |
| 211                     | Поселення давньоруської культури | с. Борівці, 2 км на північний захід від села, уроч. За Болотами |
| 212                     | Поселення черняхівської культури | с. Борівці, на захід від села, за садом, по обох берегах потоку, уроч. Сіножать (Рудка) |
| 213                     | Поселення голіградської і черняхівської культур | с. Брусниця, південно — західна околиця села, біля санаторію, лівий берег струмка (притоки Черемошу)                                                                                                |
| 214                     | Курганний могильник епохи бронзи | с. Валява, 7 км на північ від села, уроч. Заставнівська Могила |
| 215                     | Поселення трипільської і давньоруської культур | с. Валява, 6 км на північ від села, уроч. Нікулиха |
| 216                     | Поселення голіградської і черняхівської культур | с. Валява, південна околиця села, правий берег потоку |
| 217                     | Поселення трипільської, липицької, черняхівської культур і культури празького типу                                                                   | с. Витилівка, на південний схід від села, уроч. Потічок, біля відгодівельного комплексу |
| 218                     | Поселення трипільської культури | с. Витилівка, 1 км на південний захід від села, високий берег р. Совиця, уроч. Кадіб |
| 219                     | Поселення черняхівської культури і культури карпатських курганів                                                                                     | с. Глиниця, центр села, правий берег потоку, біля школи |
| 220                     | Поселення культури типу Луки — Райковецької, давньоруської культури                                                                                  | с. Давидівці, південно — західна околиця села, на мису |
| 221                     | Поселення черняхівської культури | с. Давидівці, 1 км на схід від села, уроч. Костова Долина |
| 222                     | Поселення трипільської, голіградської і черняхівської культур                                                                                        | с. Давидівці, 1 км на схід від села, уроч. Чуркач |
| 223                     | Поселення голіградської і липицької культур | с. Давидівці, 0.5 км на північний схід від села, уроч. Кадубець |
| 224                     | Поселення трипільської культури | с. Давидівці, за 3 км на північ від села, урочище Діброва |
| 225                     | Поселення трипільської, голіградської і черняхівської культур                                                                                        | с. Драчинці, правий берег р. Глиниця, уроч. Рівне |
| 226                     | Поселення культури карпатських курганів | с. Зеленів, південно — східна частина села, уроч. Лан |
| 227                     | Поселення черняхівської культури і культури празького типу                                                                                           | с. Іванківці, центр села, лівий берег потоку, уроч. Цвинтар |
| 228                     | Поселення голіградської і черняхівської культур | с. Киселів, 1 км на схід від села, уроч. Малярка |
| 229                     | Могильник культури шнурової кераміки | с. Киселів, 2 км на схід від села, уроч. Малярка |
| 230                     | Поселення трипільської культури | с. Кліводин, 1.5 км на північний схід від села, лівий берег р. Совиці, уроч. Бульбова |
| 231                     | Поселення черняхівської культури | с. Кліводин, 1 км на північ від села, правий берег р. Совиця, уроч. Везденка |
| 232                     | Поселення черняхівської і давньоруської культур | с. Кліводин, 2 км на північ від села, уроч. Під Тополями |
| 233                     | Поселення черняхівської культури | с. Кліводин, 1 км на північний схід від села, уроч. Рівне |
| 234                     | Городище голіградської культури і культури типу Луки -Райковецької                                                                                   | с. Коростувата, 1 км на південь від села, уроч. Замка |
| 235                     | Поселення комарівської, голіградської культур і культури типу Луки — Райковецької                                                                    | с. Коростувата, південна частина села, лівий берег р. Коростовата, уроч. Лісовина |
| 236                     | Курганний могильник епохи бронзи | с. Лашківка, на південний захід від села, уроч. Могилки |
| 237                     | Поселення черняхівської і давньоруської культур | с. Лашківка, східна околиця села, правий берег р. Совиця |
| 238                     | Поселення трипільської і липицької культур | с. Лашківка, східна частина села, правий берег р. Совиця, уроч. Ставище |
| 239                     | Поселення черняхівської і давньоруської культур | с. Лашківка, 1 км на південь від села, уроч. Жолоби |
| 240                     | Поселення культури Ноа, черняхівської і давньоруської культур                                                                                        | смт. Лужани, на схід від села, уроч. Селище |
| 241                     | Поселення черняхівської культури | с. Малятинці, 2 км на північний захід від села, уроч. Плоска і Федорове |
| 242                     | Поселення трипільської, Ноа, фракійського гальштату та черняхівської культур                                                                         | с. Мамаївці, на північно-східній околиці с. Мамаївці східніше птахофабрики |
| 243                     | Поселення черняхівської культури | с. Мамаївці, 0.5 км на північ від села, уроч. Рудка |
| 244                     | Поселення доби неоліту, трипільської, голіградської, лукашівської, черняхівської культур, культури типу Луки — Райковецької і давньоруської культури | с. Мамаївці, північна частина села, лівий берег р. Совиця, уроч. Селище |
| 245                     | Могильник липицької і черняхівської культур | смт. Неполоківці, 4 км на північ від села, уроч. Гора |
| 246                     | Поселення липицької, черняхівської і давньоруської культур                                                                                           | смт. Неполоківці, на північний захід від селища, лівий берег р. Вербінець |
| 247                     | Городище гава-голіградської культури і культури типу Луки -Райковецької                                                                              | с. Нижні Станівці, на південь від села Верхні Станівці, на вершині гори |
| 248                     | Поселення трипільської культури і культури карпатських курганів                                                                                      | с. Нижні Станівці, центр села, біля школи, на обох берегах р. Бережниця |
| 249                     | Поселення трипільської і давньоруської культур | с. Оршівці, 2 км на північ від села, уроч. Середня Гора |
| 250                     | Поселення трипільської, голіградської, липицької і давньоруської культур                                                                             | с. Оршівці, центр села, правий берег р. Глушка, уроч. Яри |
| 251                     | Поселення черняхівської культури | с. Оршівці, на схід від села, уроч. Гребля |
| 252                     | Поселення давньоруської культури | с. Пядиківці, у східній частині села в урочищі Берестя, на полі, на роздоріжжі |
| 253                     | Городище культури типу Луки — Райковецької | с. Ревне, на південь від села, на високому мису, уроч. Городище |
| 254                     | -II- | с. Ревне, північно — західна окраїна села, уроч. Царина |
| 255                     | Поселення давньоруського часу | с. Ставчани, за 2 км на північ від села, на правому березі ставу, в урочищі Атаманівка, частково затоплене                                                                                          |
| 256                     | Курган раньобронзового віку | с. Ставчани, за 5 км на північ від населеного пункту та на північний-захід від дороги Ставчани-Киселів                                                                                              |
| 257                     | Курган раньобронзового віку | с. Ставчани, за 2,5 км на північ від населеного пункту на вододілі між двома струмками-лівими притоками р. Совиці, за 50 м північно-західніше польової дороги                                       |
| 258                     | Курганна група раньобронзового віку | с. Ставчани, поряд на тому ж вододілі північніше населеного пункту в урочищі Могили, на відстані 0,5 км східніше від попереднього поодинокого кургану                                               |
| 259                     | Поселення пізньоантичного часу черняхівської культури                                                                                                | с. Ставчани, за 1 км на північ від села західніше дороги Ставчани — Киселів з півдня та із заходу поселення обмежене ставами                                                                        |
| 260                     | Поселення епохи бронзи — раннього заліза | с. Ставчани, за 0,5 км південніше населеного пункту на правому березі струмка |
| 261                     | Поселення черняхівської культури | с. Ставчани, за 1 км на південь від села на мису, обмеженому з півночі стрімком, а із заходу дорогою і ставом                                                                                       |
| 262                     | Поселення липицької і давньоруської культур | с. Хлівище, центр села, уроч. Селище |
| 263                     | Поселення липицької і черняхівської культур | с. Шипинці, 2.5 км на північний схід від села, уроч. Чуршівка |
| 264                     | Поселення трипільської, черняхівської і давньоруської культур                                                                                        | с. Шипинці, західна частина села, уроч. Баличанка |
| 265                     | Поселення липицької культури | с. Шипинці, північна частина села, біля ставу |
| 266                     | Поселення лукашівської, черняхівської культур, культури типу Луки — Райковецької і давньоруської культури                                            | с. Шипинці, центр села, лівий берег р. Совиця, уроч. Село |
| 267                     | Поселення трипільської і давньоруської культури | с. Шипинці, на захід від села, уроч. Вигін |
| 268                     | Поселення трипільської і західноподільської скіфської культури                                                                                       | с. Шипинці, на північний захід від села, правий берег р. Вільховець, уроч. Кадуб |
| 269                     | Поселення трипільської, голіградської і давньоруської культур                                                                                        | с. Шипинці, 2 км на захід від села, уроч. Ішків |
| 270                     | Могильник черняхівської культури | с. Шипинці, 2 км на захід від села, уроч. Ішків |
| 271                     | Поселення черняхівської культури | с. Южинець, 2 км на схід від села, над ставом |
| 272                     | Поселення культури Ноа і черняхівської культури | с. Южинець, на північ від села, уроч. Писок |
| Новоселицькицький район | | |
| 273                     | Поселення трипільської, голіградської і липицької культур                                                                                            | с. Балківці, на північ від села, уроч. Стінка |
| 274                     | Поселення трипільської і черняхівської культур | с. Балківці, 3 км на північ від села, уроч. Холм |
| 275                     | Поселення трипільської культури | с. Бояни, на північний захід від села, лівий берег потоку, на високому мису, уроч. Градіна |
| 276                     | Поселення трипільської і давньоруської культур | с. Бояни, на північний захід від села, уроч. Під Хащею |
| 277                     | Поселення трипільської, фракійського гальштату та черняхівської культур                                                                              | с. Бояни, на віддалі 3 км на північний схід від села в урочищі За Піонерлагерем |
| 278                     | Поселення трипільської, липицької і черняхівської культур                                                                                            | с. Ванчиківці, 7 км на північ від села, правий берег р. Черлена, уроч. Гортопи |
| 279                     | Курган епохи бронзи | с. Довжок, біля ферми, при виїзді на трасу Чернівці — Хотин, справа від дороги |
| 280                     | Поселення трипільської культури | с. Довжок, на схід від села |
| 281                     | Поселення лукашівської культури та культури типу Луки-Райковецької                                                                                   | с. Жилівка, на північний захід від села, в урочищі Гропи |
| 282                     | Поселення трипільської культури | с. Костичани, 3 км на північ від села, лівий берег потоку, біля тракторної бригади, на території ферми                                                                                              |
| 283                     | Курганний могильник епохи бронзи | с. Котелево, на південний схід від села |
| 284                     | Поселення культури Ноа і черняхівської культури | с. Котелево, на південний схід від села |
| 285                     | Городище культури Ноа і голіградської культури | с. Магала, біля тракторної бригади |
| 286                     | Поселення трипільської культури | с. Магала, на північний захід від села |
| 287                     | Поселення трипільської і комарівської культур | с. Малинівка, 1.5 км на північний захід від села |
| 288                     | Поселення трипільської культури | с. Малинівка, 4 км на північ від села, правий берег потоку |
| 289                     | Курган ранньозалізного часу | с. Мамалига, північна частина села, біля ферми на плато |
| 290                     | Поселення черняхівської культури | с. Маршинці, 2 км на північний захід від села, уроч. Цибульського |
| 291                     | Поселення культури Ноа | с. Маршинці, 4 км на північ від села, уроч. Огороди |
| 292                     | Курганний могильник епохи бронзи | с. Негринці, на північний захід від села |
| 293                     | Поселення трипільської, черняхівської і давньоруської культур                                                                                        | с. Негринці, 4 км на північний захід від села, уроч. Ізвоаре, Ла Моаре |
| 294                     | Траянів Вал | с. Несвоя, 0.3 км південніше села, на землях сіл Стальнівці, Подвірне, Мамалига |
| 295                     | Поселення трипільської і черняхівської культур | с. Подвірна, 1.2 км на південний захід від села, уроч. Топірцева Криниця |
| 296                     | Поселення трипільської культури та поховання сарматського часу                                                                                       | с. Подвірне, вул. Крупської |
| 297                     | Поселення трипільської, липицької, черняхівської і давньоруської культур                                                                             | с. Припруття, 0.2 км на схід від села, уроч. Гирло |
| 298                     | Селище культури типу Луки-Райковецької | с. Рідківці, за 2,5 км на південь від озера Чорнівський млин, та в 5 км на північний захід від с. Рідківці, в лісі, в урочищі Стара Рогатка                                                         |
| 299                     | Поселення бронзового віку | с. Рідківці, 4 км на північний захід від, села на високому плато в урочищі Кожушна |
| 300                     | Поселення давньоруського часу та культури типу Лука-Райковецької                                                                                     | с. Рідківці, в новожучківському лісі в 4,5 км на захід від села в урочищі Стара Рогатка |
| 301                     | Поселення голіградської і черняхівської культур | с. Рингач, 2 км на північний захід від села, біля тракторної бригади, правий берег потоку, уроч. Запотічок                                                                                          |
| 302                     | Поселення трипільської культури | с. Рингач, 2 км на північний захід від села, правий берег р. Ринга, уроч. Біля Бульйони |
| 303                     | Курганий могильник епохи бронзи | с. Рокитна, південно-східна околиця, уроч. Могила |
| 304                     | Поселення трипільської, голіградської і липицької культур                                                                                            | с. Рингач, 1 км на північ від села, лівий берег потоку, уроч. Валеріан |
| 305                     | Поселення трипільської і черняхівської культур | с. Слобода, 3 км на північний схід від села, правий берег р. Рокитна, на високому мису, уроч. Липків Горб                                                                                           |
| 306                     | Поселення трипільської, комарівської і черняхівської культур                                                                                         | с. Станівці, на північ від села, правий берег, уроч. Селище |
| 307                     | Поселення трипільської, липицької і черняхівської культур                                                                                            | с. Тарасівці, 2 км на північ від села Шепіт, уроч. Вельниця |
| 308                     | Поселення культури Ноа і лукашівської культури | с. Тарасівці, 6 км на північний схід від села, уроч. Улбочку |
| 309                     | Поселення черняхівської культури і культури типу луки-Райковецької                                                                                   | с. Чорнівка, південна околиця села |
| 310                     | Городище | с. Чорнівка, лівий берег р. Мошків, уроч. Спринчени |
| 311                     | Курганний могильник давньоруської культури | с. Чорнівка, на північний захід від села, уроч. Малі Ярки |
| 312                     | Поселення черняхівської культури | с. Чорнівка, південна околиця села, на обох берегах потоку, уроч. Біля Хреста |
| 313                     | Поселення культури типу Луки-Райковецької | с. Чорнівка, 1 км на південь від села |
| 314                     | Поселення трипільської і черняхівської культур | с. Черленівка, 3 км на південь від села |
| 315                     | Поселення трипільської культури | с. Шишківці, 2 км на північ від села, уроч. Кричка |
| 316                     | Поселення трипільської і черняхівської культур | с. Шишківці, на південь від села, уроч. Глинище |
| 317                     | -//- | с. Шишківці, 0,6 км на південний схід від села |
| 318                     | Поселення трипільської, липитської і черняхівської культур                                                                                           | с. Щербинці, східна околиця села, правий берег р. Щербинка |
| 319                     | Поселення трипільської, липитської і давньоруської культур                                                                                           | с. Щербинці, на північний захід від села, уроч. Борич |
| Сокирянський район      | | |
| 320                     | Городище західноподільської скіфської культури | с. Білоусівка, 3 км на схід від села, лівий берег р. Білоусівка, уроч. Баранне |
| 321                     | Курганний могильник епохи бронзи | с. Білоусівка, на північний схід від села, уроч. Баранне |
| 322                     | Курган ранньозалізного часу | с. Василівка, на північний схід від ферми |
| 323                     | Поселення трипільської, західноподільської скіфської, липицької і черняхівської культур                                                              | с. Вітрянка, північно-східна околиця села, обидва береги струмка, уроч. Міногвале |
| 324                     | Поселення комарівської культури і молдавського періоду                                                                                               | с. Вітрянка, центр села, біля школи, уроч. Горб |
| 325                     | Городище західноподільської скіфської культури | с. Волошкове, на схід від села, уроч. Перевалки |
| 326                     | Поселення трипільської культури | с. Галиця, на мису в урочищі Ріпчин яр на віддалі 500 м на південний захід від села |
| 327                     | Траянів Вал | с. Грубна, центр села, біля господарського магазину |
| 328                     | Поселення липитської культури і культури типу луки-Райковецької                                                                                      | с. Грубна, 2 км на захід від села, лівий берег потоку, уроч. Старе Грубно |
| 329                     | Городище | с. Коболчин, 3 км на північний захід від села, уроч. Під Чорним Лісом |
| 330                     | Городище трипільської і давньоруської культур | с. Кулішівка, 2 км на північ від села, на високому мису, уроч. Паланка |
| 331                     | Городище західноподільської скіфської культури і культури типу луки-Райковецької                                                                     | с. Кулішівка, на північ від села, правий берег потоку, уроч. Підмеття |
| 332                     | Городище трипільського і ранньозалізного часу | с. Кулішівка, на захід від села, в лісі, на мису, уроч. Батирова Поляна |
| 333                     | Поселення західноподільської скіфської культури і культури типу луки-Райковецької                                                                    | с. Кулішівка, 2 км на захід від села, правий берег струмка при впадінні його в Дністер, берег водосховища, уроч. Батирів Яр                                                                         |
| 334                     | Городище культури типу Луки-Райковецької і давньоруської культури                                                                                    | с. Ломачинці, 1,5 км на південний захід від села, на мису лівого берега р. Каютин, уроч. Окопи |
| 335                     | Курганний могильник комарівської культури | с. Михалкове, північно-західна околиця села, уроч. Могили |
| 336                     | Поселення трипільської, західноподільської скіфської і черняхівської культур                                                                         | с. Михалкове, 3 км на південний схід від села, правий берег ставу, уроч. Костатіїв Став |
| 337                     | Поселення трипільської, західноподільської скіфської, черняхівської культур і культури типу Луки-Райковецької                                        | с. Михалкове, 2,5 км на південний захід від села, берег Дністра, уроч. Рищінці |
| 338                     | Стоянка палеолітична | с. Молодове, східна частина села, друга тераса р. Дністер, уроч. Байлова Ріпа |
| 339                     | Городище давньоруської культури | с. Непоротове, на південь від села, на мису, уроч. Щовб |
| 340                     | -//- | с. Непоротове, на південний схід від села, на високому мису правого берега Дністра, уроч. Галиця |
| 341                     | Стоянка пізнього палеоліту, мезоліту | м. Новодністровськ, на віддалі 1,6 км на північний схід від міста неподалік станції для човнів на березі Дністровського водосховища, частина її затоплена.                                          |
| 342                     | Поселення трипільської, західноподільської скіфської і черняхівської культур                                                                         | с. Олексіївка, 1,8 км на північкий захід від села, біля Миндиківського (Симонового) лісу, лівий берег ставу                                                                                         |
| 343                     | Могильник черняхівської культури | с. Романківці, 2 км на північний схід від станції Романківці, біля асфальтного заводу Сербичанська с/р                                                                                              |
| 344                     | Поселення трипільської, західноподільської скіфської культур, культури типу Луки-Райковецької і давньоруської культури                               | с. Романківці, 2 км на південь від села, лівий берег струмка, біля городньої башти, уроч. Карликів                                                                                                  |
| 345                     | Поселення трипільської, західноподільської скіфської і черняхівської культур                                                                         | с. Романківці, 0,6 км на південний схід від села, правий берег ставу, біля літнього загону для худоби, уроч. Став                                                                                   |
| 346                     | Городище трипільської культури | с. Шебутинці, в північній околиці села, на високому пагорбі, який з трьох сторін оточений широким обвалом яру, по дну якого тече річка Шебутянка урочище Батирівка                                  |
| Сторожинецький район    | | |
| 347                     | Поселення культури Поянешти-Лукашівка | с. Кам'яна, в північно-західній частині села в кінці вул. Колгоспної, на правому березі р. Коровія і займає верхівку невеликого пагорба в урочищі Коцурки                                           |
| 348                     | Поселення культури типу Луки -Райковецької | с. Кам'яна, в урочищі Калічанка, садиби, на мису утвореному злиттям річок Кам'янка та мала Стирка вул. Пушкінська, 3                                                                                |
| 349                     | Поселення доби енеоліту | с. Костинці, розташоване на віддалі 0,5 км на північ від с. Костинці на високому пагорбі в урочищі Близниця                                                                                         |
| 350                     | Поселення культури карпатських курганів | с. Костинці, на віддалі 2 км на схід від с. Костинці на мису утвореному злиттям двох струмків в урочищі Цинтина                                                                                     |
| 351                     | Городище раньозалізного часу(культури Лука-Райковецької та давньоруського часу)                                                                      | с. Костинці, за 2 км на південь від села розташовується хребтоподібному підвищені і з двох боків обмежено глибокими ярами в урочищі Окопи                                                           |
| 352                     | Курганний могильник | с. Костинці, за 2,5 км, на південь від села, південніше в лісі зразу ж за городищем в урочищі Окопи                                                                                                 |
| 353                     | Городище | с. Панка, південна частина села, в лісі на мису, уроч. Паланка |
| 354                     | Поселення трипільської і черняхівської культур | с. Михальча, хут. Заволока, уроч. Стара Стирка |
| 355                     | Поселення лукашівської культури | с. Михальча, центр села, біля злиття двох потоків |
| 356                     | Поселення черняхівської культури | с. Михальча, справа від дороги Чернівці-Сторожинець, біля мосту через потік |
| 357                     | Поселення черняхівської культури | с. Михальча, правий берег потоку, навпроти міського звалища |
| 358                     | Поселення трипільської і давньоруської культур | с. Михальча, в кінці вул. Дружби, на городах, уроч. Церковище |
| 359                     | Поселення черняхівської культури | с. Михальча, лівий берег р. Коровля, справа від дороги Чернівці-Сторожинець, уроч. Селище |
| 360                     | -//- | с. Михальча, правий берег р. Коровля, зліва від траси Чернівці-Сторожинець, біля мосту |
| 361                     | Поселення черняхівської культури | с. Михальча, |
| 362                     | Поселення трипільської культури | с. Михальча, |
| 363                     | Поселення лукашівської культури | с. Михальча, |
| 364                     | -//- | с. Михальча, |
| 365                     | Поселення культури типу Луки-Райковецької | с. Михальча, |
| 366                     | Городище культури типу Луки-Райковецької | с. Снячів, 3 км на південний схід від села, в лісі, уроч. Окопи |
| Хотинський район        | | |
| 367                     | Траянів Вал | м. Хотин, східна частина міста, далі- біля сіл Анадоли і Дарабани |
| 368                     | Курганний могильник епохи бронзи | с. Білівці, на південь від села |
| 369                     | Поселення давньоруської культури | с. Білівці, південна частина села, уроч. Біля Верби |
| 370                     | Поселення черняхівської культури | с. Бочківці, 0,8 км на схід від села, лівий берег ставу, уроч. Левада |
| 371                     | Поселення трипільської культури | с. Бочківці, на віддалі 0,5 км на південний схід від села, на лівому березі Потоку на другій і третій надзаплавних терасах, має овальну форму в урочищі Рит                                         |
| 372                     | Поселення культури типу Лука-Райковецької | с. Владична, в 4 км на північ від села, в колгоспнім саду на терасі обмеженій з східної і західної сторін потоками і ярами в урочищі Кадуб                                                          |
| 373                     | Поселення комарівської та черняхівської культур | с. Ворничани, знаходиться біля дороги Ворничани — Пашківці біля ставу, на лівому березі потоку, перетинається дорогою, в урочищі Стависько                                                          |
| 374                     | Поселення трипільської культури | с. Ворничани, південно-східна околиця села, уроч. Стависько |
| 375                     | Городище культури типу Луки-Райковецької | с. Грозинці, 2 км на північ від села, на території лісництва уроч. Городище |
| 376                     | Поселення пізннього середньовіччя | с. Данківці, витягнуте вздовж берега ставу, овальної форми за 1 км на південь від села в урочищі Бурян, витягнуте вздовж берега ставу                                                               |
| 377                     | Городище давньоруської культури | с. Дарабани, 2 км на південний схід від села, уроч. Щовб |
| 378                     | Городище голіградської і давньоруської культур | с. Дарабани, 0,6 км на південь від ферми, уроч. Замчище |
| 379                     | Поселення трипільської і голіградської культур | с. Дарабани, на північ, від ферми, лівий берег потоку, уроч. Вила |
| 380                     | Поселення давньоруської культури | с. Дарабани, 0,6 км на південь від колгоспної ферми, підніжжя мису |
| 381                     | Поселення голіградської і давньоруської культур | с. Дарабани, 0,6 км на південь від ферми, уроч. Замчище |
| 382                     | -//- | с. Дарабани, 2 км на південь від села, правий берег потоку, уроч. Перевалюк |
| 383                     | Поселення трипільської і давньоруської культур | с. Дарабани, 2 км вниз по Дністру, уроч. Щовб |
| 384                     | Курганний могильник західноподільської скіфської культури                                                                                            | с. Долиняни, |
| 385                     | Поселення комарівської і західноподільської скіфської культури                                                                                       | с. Долиняни, на південь від села, уроч. Могила |
| 386                     | Могильник лукашівської культури | с. Долиняни, 0,5 км на схід від села, уроч. Помірки |
| 387                     | Поселення трипільської і черняхівської культур | с. Долиняни, 1 км на південний схід від села, уроч. Повішаники |
| 388                     | Поселення трипільської культури | с. Долиняни, південно-східна околиця села, лівий берег потоку, уроч. Долина |
| 389                     | Поселення голіградської культури і культури типу Луки-Райковецької                                                                                   | с. Долиняни, південно-східна околиця села, правий берег потоку, біля дороги Долиняни-Ставчани, уроч. Цесина                                                                                         |
| 390                     | Поселення трипільської і черняхівської культур | с. Зарожани, 0,5 км на південний схід від цукрового заводу, лівий берег ставу, уроч. Бакерева |
| 391                     | Поселення черняхівської культури | с. Зарожани, 1,5 км на схід від цукрового заводу, лівий берег ставу, уроч. Берестів |
| 392                     | Могильник черняхівської культури | с. Зарожани, 0,7 км на південь від цукрового заводу, правий берег ставу, уроч. Став |
| 393                     | Поселення черняхівської культури | с. Зарожани, 0,5 на південний захід від свинокомплексу, лівий берег потоку, уроч. Кантаржийка |
| 394                     | Святилище давньоруської культури | с. Зелена Липа, північна частина села, уроч. Довбушева Криниця (Турецька Криниця) |
| 395                     | Поселення давньоруського часу | с. Зелена Липа, на віддалі 2 км на захід від с. Зелена Липа, на першій надзаплавній терасі правого берегу р. Дністер нижче урочища Турецька Криниця                                                 |
| 396                     | Поселення палеоліту | с. Зелена Липа, на віддалі 1,5 км на північний захід від с. Зелена Липа на корінній терасі правого берега р. Дністер в урочище Хмелівський Вал                                                      |
| 397                     | Городище давньоруської культури | с. Каплівка, 4 км на північний схід від села, правий берег р. Дністер, уроч. На Валу |
| 398                     | Поселення трипільської і голіградської культур | с. Каплівка, 3,5 км на північний схід від села, уроч. Середня Гора |
| 399                     | Поселення трипільської культури | с. Каплівка, на північний схід від села, уроч. Середня Гора |
| 400                     | -//- | с. Каплівка, 3 км на південь від села, уроч. Крайня Скала |
| 401                     | Поселення черняхівської культури | с. Каплівка, 2 км на схід від села, правий берег р. Рябий Яр, уроч. Панські Кущі |
| 402                     | Поселення голіградської культури і західноподільської скіфської культури                                                                             | с. Каплівка, 0,4 км на північ від села, лівий берег потоку, біля саду, уроч. Арештантське |
| 403                     | Поселення культури Ноа | с. Каплівка, 4 км на південний схід від села, лівий берег р. Шепіт, під лісом |
| 404                     | Поселення черняхівської культури | с. Каплівка, 5 км на північний схід від села, лівий берег р. Шепіт, навпроти Лисої Гори |
| 405                     | Поселення трипільської і комарівської культур | с. Каплівка, 1 км на південний захід від села, на плато лівого берега р. Кам'яний Яр |
| 406                     | Поселення комарівської культури і молдавського періоду                                                                                               | с. Крестенці, південно-західна частина села, по обох берегах яру, уроч. Селисько |
| 407                     | Поселення культури Ноа | с. Крестенці, 1 км на схід від села, уроч. Чеканове |
| 408                     | Поселення черняхівської культури | с. Крестенці, 0,4 км на схід від села, лівий берег потоку |
| 409                     | Поселення комарівської культури | с. Клішківці, 4,6 км на південний схід від села, уроч. Галич |
| 410                     | Поселення трипільської культури | с. Клішківці, на південно-західній околиці села, на правому березі потоку на невисокому пагорбі, перетинається лінією електропередач в урочищі Іванів Горб                                          |
| 411                     | Поселення трипільської та черняхівської культур | с. Колінківці, на віддалі 2 км на південний схід від с. Колінківці, зліва від дороги Колінківці-Рокитне, на березі ставів в урочищі Колінковецькі стави                                             |
| 412                     | Поселення трипільської культури | с. Колінківці, східна околиця села, біля дороги на тракторну бригаду |
| 413                     | -//- | с. Колінківці, 0,6 км на схід від села, лівий берег потоку, уроч. Сератур |
| 414                     | Поселення трипільської і черняхівської культур | с. Колінківці, 1,5 км на схід від села, лівий берег ставу, уроч. Сератур |
| 415                     | Поселення лукашівської культури | с. Круглик, 2 км на південний схід від села, уроч. Дукова Долина |
| 416                     | Курганний могильник епохи бронзи, західноподільської скіфської і лукашівської культур                                                                | с. Круглик, 1 км на південний захід від села, уроч. Могили |
| 417                     | Курган | с. Круглик, 1,8 км на північ від села, біля дороги Круглик-Вашківці |
| 418                     | Поселення голіградської культури | с. Круглик, 0,6 км на північ від села, біля дороги Круглик-Вашківці |
| 419                     | Поселення комарівської культури і культури типу Луки-Райковецької                                                                                    | с. Круглик, 0,2 км на північний захід від колишнього колгоспного двору, лівий берег потоку |
| 420                     | Поселення лукашівської культури | с. Малинці, на території села в урочищі Чешма, на лівому березі Потоку, перетинається дорогою Хотин — Новоселиця                                                                                    |
| 421                     | Городище західноподільської скіфської і давньоруської культур                                                                                        | с. Недобоївці, на північний захід від села, на високому мису, уроч. Галич |
| 422                     | Поселення західноподільської скіфської і давньоруської культур                                                                                       | с. Перебиківці, 3 км на північ від села, високий мис, уроч. Городище |
| 423                     | Поселення західноподільської скіфської, черняхівської і давньоруської культур                                                                        | с. Перебиківці, 3,5 км на захід від села, уроч. Передустя |
| 424                     | Поселення лукашівської культури і культури типу Луки-Райковецької і давньоруської культури                                                           | с. Перебиківці, 1,2 км на захід від села, правий берег р. Дністер, уроч. Лука |
| 425                     | Поселення буго-дністровської і західноподільської скіфської культури                                                                                 | с. Перебиківці, 0,8 км на північ від села, перша надзаплавна тераса р. Дністер, уроч. Хриплів |
| 426                     | Городище трипільської і давньоруської культур | с. Пригородок, на мису, утвореному р. Варниця і р. Дністер, уроч. Калинівка |
| 427                     | Городище ранньозалізного віку і культури типу Луки-Райковецької                                                                                      | с. Рашків, 1,5 км на схід від села, на мису, уроч. Щовб |
| 428                     | Поселення трипільської культури, культури Ноа і давньоруської культури                                                                               | с. Рукшин, південна окраїна села, лівий берег р. Пугачівка, уроч. Біля Брідка |
| 429                     | Поселення західноподільської скіфської культури | с. Рукшин, 0,5 км на південь від села, уроч. Ріпак |
| 430                     | Городище західноподільської скіфської і культури типу Луки-Райковецької                                                                              | с. Рухотин, південна частина села, уроч. Замчище |
| 431                     | Городище культури типу Луки-Райковецької | с. Рухотин, південна частина села, хут. Корнети, на мису, уроч. Батарея |
| 432                     | Городище західноподільської скіфської культури | с. Рухотин, 1 км на південь від села, по дорозі на село Поляна |
| 433                     | Поселення трипільської культури | с. Санківці, околиця села, правий берег р. Ринга, уроч. Пайки |
| 434                     | Поселення трипільської і комарівської культур | с. с. Санківці, західна околиця села, лівий берег р. Ринга, уроч. Гора |
| 435                     | Поселення Ноа та черняхівської культур | с. Ставчани, за 2 км на південь від села, розташоване на невисоких пагорбах, перетинається дорогою                                                                                                  |
| 436                     | Купганна група бронзового віку | с. Ставчани, за 2,5 км на південний-захід від села, на високому плато між двома глибокими ярами, в урочищі Могили                                                                                   |
| 437                     | Поселення комарівської культури | с. Чепоноси, південна частина села, уроч. Могили та Коло Дуба |
| 438                     | Поселення західноподільської скіфської, лукашівської культур і культури типу Луки-Райковецької                                                       | с. Чепоноси, 1 км на схід від села, уроч. Могарі |
| 439                     | Курган епохи бронзи | с. Шилівці, на схід від села, уроч. Могила |
| 440                     | Поселення черняхівської культури | с. Шилівці, за 2,9 км на південь від яра в урочищі Пушківський Рит, на лівому березі струмка, неподалік меліоративного каналу, руйнується оранкою                                                   |
| 441                     | Поселення комарівської і голіградської культур | с. Ярівка, 1,5 км на південь від села, уроч. Нуклеуси |
| 442                     | Поселення черняхівської культури | с. Ярівка, 1,5 км від села, уроч. Нуклеуси |
| 443                     | Поселення західноподільської скіфської культури | с. Ярівка, 1,5 км від села, уроч. Нуклеуси |
| 444                     | Поселення культури типу Луки-Райковецької | с. Ярівка, 3 км на південний схід від села, лівий берег потоку, уроч. Під Лісом |